# 엉금엉금
엉금엉금(일본어: ノコノコ, 영어: Koopa Troopa)은 마리오 시리즈의 등장인물이다. 거북족의 일원으로 알려져있다. 엉금엉금의 해골 버전인 와르르도 나온다.
슈퍼마리오 브라더스에서 처음 등장했다.
거북이의 모습을 하고 있으며 신발을 신고 있다.

## 등장
마리오 브라더스에 처음으로 출연한다.마리오 브라더스에서는 밑바닥을 치거나 pow블록을 쳐서 엉금엉금을 차면 엉금엉금이 죽는다. 슈퍼 마리오 브라더스에서는 밟으면 등껍질로 들어가는데, 이 상태에서 건드리면 미끄러져 적들을 쓰러뜨리기도 한다. 하지만 시간이 지나면 흔들리면서 다시 등껍찔에서 나온다.플레이 가능 캐릭터로도 등장하여 슈퍼 마리오 카트에서는 소형 캐릭터로 등장했고, 마리오 카트 더블 대시!!에서는 펄럭펄럭과 함께 나온다. 마리오 슈퍼 슬러거에서는 녹색과 빨간색 두 가지 색의 엉금엉금과 펄럭펄럭이 나온다.